# Aghu tharnggalu
Aghu tharnggalu är ett utdött australiskt språk. Aghu tharnggalu talades i Queensland. Aghu tharnggalu tillhörde de pama-nyunganska språken..